# My Days of Mercy
My Days of Mercy è un film del 2017 diretto da Tali Shalom Ezer e sceneggiato da Joe Barton.

## Trama
Lucy è una ragazza 22enne dell'Ohio, che vive una vita difficile: lei, la sorella Martha e il fratello ancora preadolescente vivono da soli, dopo che il padre è stato condannato a morte per l'omicidio della moglie ed è detenuto nel braccio della morte in un carcere federale. Disoccupata, vive la sua vita per la maggior parte da sola e cercando lavoro, aiutando la sorella maggiore a prendersi cura del più piccolo della famiglia, dedicando però la maggior parte del suo tempo ad essere, forzatamente, un'attivista contro la pena di morte. 
Ogni settimana, a bordo di un vecchio Camper, i tre si partecipano a manifestazione contro la pena di morte in vari stati, fuori dalle carceri nel momento dell'esecuzione e contrapponendosi allo schieramento opposto dei favorevoli alla pena di morte.
Ad una di queste manifestazioni, nel Kentucky, Lucy conosce Mercy: una giovane avvocata di buona famiglia, figlia di un ufficiale di polizia il cui partner è stato ucciso da un uomo malato di mente che sarà giustiziato proprio quel giorno. Le due ragazze legano facilmente nonostante Mercy sia favorevole alla pena di morte, Mercy mostra da subito interesse nei confronti di Lucy e della sua storia. Le due ragazze, di nascosto dalle proprie famiglie, vanno in un bar e Lucy racconta la sua storia: tornando a casa un pomeriggio, otto anni prima, aveva trovato sua madre morta nel soggiorno, pugnalata da un uomo che era entrato in casa senza forzare la serratura, un testimone aveva dichiarato di aver visto suo padre buttare qualcosa nei cespugli poco lontano dalla casa intorno all'orario del delitto e, senza altre prove contrarie, il padre di Lucy era stato condannato a morte per l'omicidio volontario della moglie. 
Nonostante le differenze sociali e di principi, tra le due inizia una relazione fatta di videochiamate e di incontri alle manifestazioni, unico momento in cui le due riescono a vedersi e a stare insieme, abitando in due stati diversi. Mercy aiuta Lucy consigliandole di far riesaminare le prove del caso ma dopo una prova promettente, vengono trovate ulteriori prove a favore della condanna del padre. Lucy in preda alla shock, avendo sempre creduto che il padre innocente così come tutta la sua famiglia aveva sempre detto ma avendo allo stesso tempo dei dubbi propri inespressi, guida fino a casa di Mercy, dove è accolta freddamente dalla famiglia della ragazza e dove scopre che la ragazza non solo vive coi suoi genitori, ignari della loro relazione, ma addirittura è fidanzata in modo stabile con un uomo. 
Il padre di Lucy viene infine giustiziato e all'esecuzione partecipano Lucy, Martha e Mercy, ma tra le due la relazione sembra finita. 
Lucy e la famiglia si trasferisce in California, dopo sei mesi ha un lavoro e sembra serena: un giorno qualsiasi, Mercy appare dopo aver assoldato un investigatore privato per trovarla, aver mollato il suo fidanzato ed essersi licenziata. Dopo un primo momento di astio, Lucy dà a Mercy una seconda possibilità.

## Produzione
Le riprese sono incominciate il 19 settembre 2016.

## Distribuzione
Il film è stato presentato in anteprima al Toronto International Film Festival l'8 settembre 2017 e distribuito nelle sale cinematografiche statunitensi ed in contemporanea on demand a partire dal 17 maggio 2019.

## Accoglienza

### Critica
Nell'aggregatore di recensioni Rotten Tomatoes il film ha un punteggio di approvazione del 100% e una valutazione media di 7/10.